# Adolfo Mesquita Nunes
Adolfo Miguel Baptista Mesquita Nunes (sinh ngày 29 tháng 11 năm 1977) là một luật sư và chính khách người Bồ Đào Nha với CDS - Đảng Nhân dân. Ông từng là Thành viên của Hội đồng Cộng hòa từ năm 2011 đến 2013, và là Bộ trưởng Bộ Du lịch tại các chính phủ đầu tiên và thứ hai của Pedro Passos Coelho từ 2013-2015.

## Tiểu sử
Adolfo Mesquita Nunes sinh ra ở Lisbon nhưng lớn lên ở Covilhã cùng với gia đình. Ông lấy bằng cử nhân Luật tại Đại học Công giáo Bồ Đào Nha, và sau đó lấy bằng thạc sĩ Khoa học Chính trị và Pháp lý năm 2008 tại Đại học Lisbon.
Ông là thành viên của CDS - Đảng Nhân dân từ năm 1997. Là một thành viên của Quốc hội, ông trở nên đáng chú ý vì là người duy nhất trong hội kín của CDS đã bỏ phiếu cho nhận nuôi bởi các cặp đồng giới vào năm 2012 và là thành viên của quốc hội ủy ban về chương trình cứu trợ quốc tế sau cuộc khủng hoảng tài chính Bồ Đào Nha 2010–2014. Là Bộ trưởng Bộ Du lịch dưới thời Bộ trưởng Bộ Kinh tế António Pires de Lima, ông đã thúc đẩy việc bãi bỏ quy định của ngành.
Năm 2020, Adolfo Mesquita Nunes được đưa ra như một ứng cử viên tiềm năng trong cuộc bầu cử tổng thống Bồ Đào Nha năm 2021, với sự hỗ trợ của một số người trong phe cánh hữu-cánh tả của Đảng Dân chủ Xã hội và Sáng kiến Tự do, cũng như chính đảng của ông.
Mesquita Nunes đã công khai trong một cuộc phỏng vấn với tờ báo Expresso vào năm 2018, nói rằng ông đã không làm như vậy trước đây vì ông thấy một thông báo như vậy là không cần thiết; trong khi gọi đó là vấn đề riêng tư, ông cũng nói rằng ông chưa bao giờ thực hiện bất kỳ nỗ lực nào để che giấu nó, trích dẫn một sự cố trong chiến dịch cho cuộc bầu cử địa phương năm 2017, trong đó một trong những bảng quảng cáo chiến dịch chính trị của ông ở Covilhã được phun sơn "gay" và ông đặc biệt yêu cầu nó không bị gỡ xuống vì nó không nghiêm trọng. Mesquita Nunes trở thành người đầu tiên trong một vị trí lãnh đạo đảng lớn xuất hiện ở Bồ Đào Nha, một điều không thường xuyên xảy ra giữa các chính khách Bồ Đào Nha.